# アドアーズ
アドアーズ（ADORES）は、株式会社ワイドレジャーが運営しているゲームセンターの1ブランド。
本項では、2022年2月28日まで「アドアーズ」を運営していたアドアーズ株式会社（ADORES,Inc.）についても記述する。

## 概要
アドアーズ株式会社（初代法人、後の株式会社KeyHolder）は、メダルゲームなどを手がける一方で、1971年にゲームセンター事業に進出。その後も首都圏の駅前を中心に店舗を展開してきた。初代法人は、2017年10月1日付で持株会社制へ移行するに当たり、同年4月21日付でアミューズメント事業を承継する新会社として、アドアーズ分割準備株式会社を設立した。
初代法人は、2017年10月1日付で持株会社制へ移行し、KeyHolderへ商号変更。同時にアドアーズ分割準備株式会社はアドアーズ株式会社（2代）へ商号変更し、初代法人からアミューズメント事業を吸収分割により譲受した。
その後福岡県小郡市に本社があるワイドレジャーから、今後の広域展開の一環としてKeyHolderへアドアーズを買収する旨の申出があり、KeyHolderとワイドレジャーは、2018年1月23日に、同年3月26日付でアドアーズの全株式をワイドレジャーへ譲渡する契約を締結。アドアーズの全株式は、予定通り2018年3月26日付でワイドレジャーへ45億円で譲渡され、アドアーズはワイドレジャーの100%子会社となった。同時に、KeyHolderは設立以来続けてきたアミューズメント事業から撤退した。
ワイドレジャー傘下入り後は、アドアーズ（初代）運営時代から主力としているメダルゲームの他にも、プライズゲームの強化を図っている他、秋葉原にあった2店舗を閉鎖するなど不採算店舗の閉鎖を実施している。
2022年3月1日付で、親会社であるワイドレジャーへ吸収合併され、アドアーズは解散した。31店舗は同日以降はワイドレジャー直轄による運営となった他、ワイドレジャーのブランドである「楽市楽座」へのブランド変更は行わず、「アドアーズ」ブランドとして残る。
九州地方における出店は初代法人運営時代からなかったが、ワイドレジャーへ吸収合併後の2022年12月16日、楽市楽座イオンモール筑紫野店が入居するイオンモール筑紫野内に、プライズゲーム専門店であるアドアーズ+PLUS（プラス）イオンモール筑紫野店がオープンした。

## 沿革
- 2017年
  - 4月21日 - アドアーズ分割準備株式会社として設立[8]。
  - 10月1日 - アドアーズ株式会社（初代）からゲームセンター事業を吸収分割により譲受。同時に商号をアドアーズ株式会社（2代）へ変更。
- 2018年
  - 1月23日 - 株式会社KeyHolderと株式会社ワイドレジャーとの間で、アドアーズ株式会社（2代）の全株式をワイドレジャーへ譲渡する契約を締結[1]。
  - 3月26日 - 株式譲渡により、ワイドレジャーの100%子会社となる[9][10]。同時に本社所在地を虎ノ門ファーストガーデンからワイドレジャー東京事務所と同じNT虎ノ門ビル5Fへ移転。
  - 5月28日 - 本店所在地を虎ノ門ファーストガーデンから本社所在地と同じNT虎ノ門ビル5Fへ移転。
- 2021年9月13日 - 本社をAxon HAMAMATSUCHOへ移転。
- 2022年3月1日 - ワイドレジャーへ吸収合併され、アドアーズは解散[5][6]。アドアーズが運営していた店舗はワイドレジャー直営となる。

## 店舗
2023年1月現在、東京都、千葉県、埼玉県、神奈川県、栃木県、北海道、福岡県にて店舗を運営している。詳細は店舗情報を参照。